# دانيال جونسون (محامي)
دانيال جونسون (بالإنجليزية: Daniel Johnson)‏ هو ضابط ومحامي أمريكي، ولد في 18 ديسمبر 1956.